# Zilum
Koordinaten: 12° 26′ N, 13° 21′ O
Zilum ist eine Ortschaft 72 km nördlich von Maiduguri im Bundesstaat Borno in Nordost-Nigeria.
Archäologen der Universität Frankfurt entdeckten hier vor wenigen Jahren eine endsteinzeitliche Großsiedlung der Gajiganna-Kultur, die einst von einem Erdwall umgeben war und bis zu 2500 Einwohner zählte. Die vorhergehenden Phasen der Gajiganna-Kultur waren durch verstreute und unbefestigte Kleinsiedlungen charakterisiert. 
Die Datierung der proto-urbanen Siedlung von Zilum in die Mitte des ersten Jahrtausends v. Chr. eröffnet völlig neue Perspektiven für die Geschichte der Staatengründungen in Westafrika. Archäologen erklären die anwachsende soziale Komplexität bisher allein unter Berücksichtigung lokaler Faktoren. Historiker vermuten dagegen Einflüsse aus dem alten Vorderen Orient infolge des Sturzes des Assyrischen Weltreiches 612 v. Chr. Diese Entwicklungen könnten auch mit der Ausbreitung der Haplogruppe R1b-V88 ins Innere Afrikas im Zusammenhang stehen.
Mittlerweile weiß man, dass Zilum eine von mehreren befestigten Siedlungen dieser Periode war. Sie alle stehen am Beginn einer archäologischen und historischen Sequenz, die von immer größeren, komplexeren und befestigten stadtähnlichen Siedlungen charakterisiert ist. Sehr wahrscheinlich stellt Zilum den Keim einer vom alten Vorderen Orient beeinflussten Form der Urbanisierung auf dem afrikanischen Kontinent dar.